# 圖爾邦山
42°25′N 0°30′E / 42.417°N 0.500°E

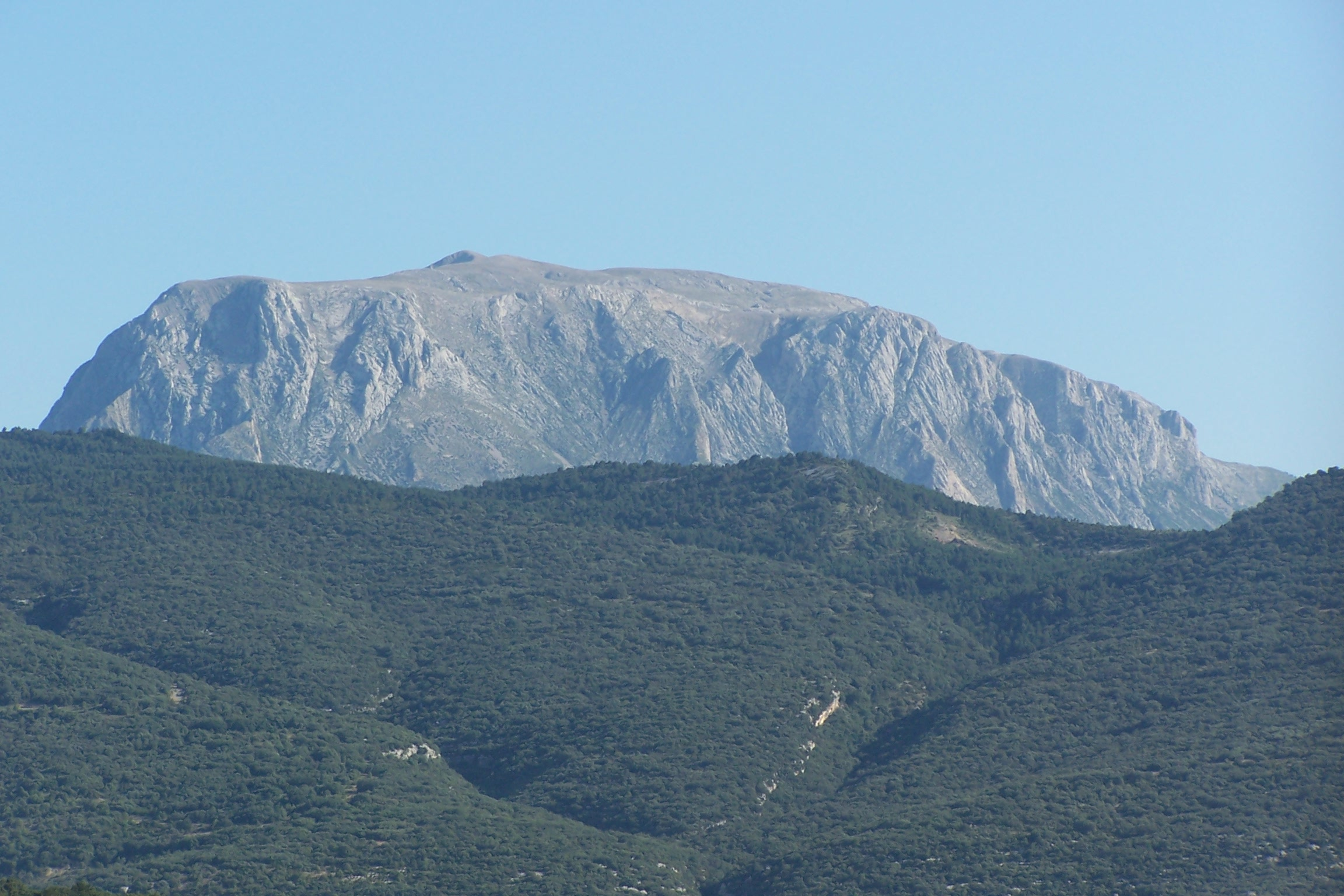

圖爾邦山（西班牙語：Turbón），是西班牙的山峰，位於該國東北部阿拉貢自治區的威斯卡，屬於前比利牛斯山山麓的一部分，長6.3公里，海拔高度2,492米。